# Morals (pel·lícula)
Morals és una pel·lícula muda de la Realart Pictures Co. dirigida per William Desmond Taylor i protagonitzada per May McAvoy. Basada en la novel·la “The Morals of Marcus Ordeyne” de William J. Locke, la pel·lícula es va estrenar el novembre de 1921.

## Argument
Carlotta ha estat criada en un harem turc i ara que sobre ella penja l’amenaça d’un casament forçós intenta a Londres amb un aventurer Harry, un aventurer americà. Ell és assassinat per lo que Carlotta es queda sense recursos per lo que demana ajuda i protecció a Sir Marcus Ordeyne. Aquest l’acull a casa per pena però la seva bellesa i innocència fan que s’enamori d’ella i que planegi casar-s’hi. Aleshores Judith Mainwaring, rival Carlotta per l’amor de Marcus, explica a aquesta que ell només es casa amb ella per evitar un escàndol. Tot i que l'estima, Carlotta fuig amb Pasquale, un amic de Marcus. Més tard, Judith Mainwaring es troba amb Carlotta a París i li explica la veritat i que Sir Marcus la busca. En adonar-se del seu amor per ell Carlotta es retroba amb el seu benefactor.

## Repartiment
- May McAvoy (Carlotta)
- William P. Carleton (Sir Marcus Ordeyne)
- W.E. Lawrence (Sebastian Pasquale)
- Marian Skinner (Mrs McMurray)
- Nick De Ruiz (Hamdi)
- Starke Patteson (Harry)
- Kathlyn Williams (Judith Mainwaring)
- Bridgetta Clark (Antoinette)
- Sidney Bracy (Stinson)